# Lilla stjärna (roman)
Lilla stjärna är den svenske författaren John Ajvide Lindqvists fjärde roman och kan betraktas som den första i vilken övernaturliga inslag saknas.

## Handling
Boken tar sin utgångspunkt hos en gammal musiker vid namn Lennart. Lennart hittar ett övergivet spädbarn i skogen och hör att dess skrik är en perfekt sinus-ton. Lennart, som är bitter och besviken på livet, bestämmer sig för att denna alldeles fläckfria musikbegåvning ska ge hans liv en ny mening. Eftersom han och hans fru Laila tror att deras höga ålder gör dem oacceptabla som fosterföräldrar håller de barnet, som de kallar för "Liten", gömd i det källarrum där deras son Jerry vuxit upp. Jerry är den enda som får veta om barnet och betraktar henne genast som en lillasyster. Han ger henne namnet "Theres". Lennart experimenterar med Theres musikbegåvning och låter henne lyssna på olika musikstycken - Theres kan upprepa dem perfekt allihop direkt efter att ha hört dem. Jerry plockar fram sin gitarr och sjunger tillsammans med Theres.
Lennart är dock bekymrad - flickan går ut ibland och kan lätt bli sedd. Han förklarar då för Theres att alla vuxna människor, "de stora", förutom han, Laila och Jerry som har kärlek i huvudet, har hat i huvudet och för avsikt att äta upp Theres. Från och med det ögonblicket är Theres livrädd för vuxna människor och besatt av att ta reda på vad kärlek är. Så hon håller sig inne hela tiden och letar i varje vrå efter kärlek. En annan flicka i hennes ålder, Teresa, är ett till synes helt vanligt barn som dock är lite annorlunda sedan starten. Hon har få vänner, hon fördriver tiden med att trolla på Internet-forum samt skriva poesi och hon betraktar sig själv som en "ensamvarg". Så småningom möts de två flickorna och blir goda vänner. Men redan i prologen får man veta att något hemskt ska hända på Skansen.

## Titel
"Lilla stjärna" är även namnet på Sveriges bidrag till Eurovision år 1958 - ett passande namn till en bok som till stor del handlar om musikbranschens framgångar (och bakslag).